# Vewin

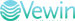
Logo

Vewin staat voluit voor Vereniging van Waterbedrijven in Nederland. Vewin behartigt de belangen van haar leden, de tien Nederlandse drinkwaterbedrijven, in Den Haag en Brussel. Het gaat hierbij voornamelijk om wet- en regelgeving, maar ook voorstellen en ideeën met betrekking tot de watervoorziening. De waterbedrijven zijn naamloze vennootschappen, met gemeenten en provincies als aandeelhouders. Alleen Waternet is een stichting.

## Geschiedenis
De vereniging werd op 18 november 1952 opgericht als Vereniging van Waterleidingbedrijven. Er waren toen 198 waterleidingbedrijven in Nederland, waarvan er 177 lid waren van Vewin. De bedrijven die geen lid werden waren zonder uitzondering zeer kleine waterleidingbedrijven. De oprichtingsdatum van Vewin was vrijwel 100 jaar nadat, in 1853, Nederlands eerste waterleidingbedrijf in Amsterdam van start was gegaan. Dit betrok zoet water uit de duinen.
In de loop der tijd zijn veel waterleidingbedrijven samengegaan. In 1990 waren er 52 drinkwaterbedrijven, in 2012 zijn dat er 10 die geheel Nederland voorzien van leidingwater. 

## Leden
De tien drinkwaterbedrijven zijn:
- Waterbedrijf Groningen (Groningen)
- WMD Drinkwater (Drenthe)
- Vitens (Friesland, Overijssel, Gelderland, Flevoland en de provincie Utrecht)
- PWN Waterleidingbedrijf Noord-Holland (Noord-Holland met uitzondering van Amsterdam en Amstelveen)
- Waternet (Amsterdam, Amstelveen en enkele nabijgelegen gemeenten)
- Dunea (het westen van Zuid-Holland)
- Oasen (het oosten van Zuid-Holland)
- Evides (het zuiden van Zuid-Holland en de provincie Zeeland)
- Brabant Water (Brabant)
- Waterleiding Maatschappij Limburg (Limburg)

## Taken
Alle tien waterbedrijven produceren en distribueren drinkwater. De drinkwaterbedrijven hebben de wettelijke taak om de infrastructuur die noodzakelijk is voor de productie en distributie van drinkwater aan te leggen en te onderhouden. In 2023 beheerden zij in totaal zo’n 120.000 km aan leidingen.
Waternet is daarnaast ook nog actief met de verwerking van afvalwater en het beheer van grond- en oppervlakte water. In deze stichting zijn ook de gemeentelijke riolering ondergebracht en de uitvoeringstaken van het waterschap.
Naast deze tien bedrijven zijn ook nog de Watertransportmaatschappij Rijn-Kennemerland (WRK)
en het Waterwinningsbedrijf Brabantse Biesbosch (WBB) actief. De bedrijfsvoering van WRK is ondergebracht bij Waternet en PWN, de bedrijfsvoering van WBB bij Evides. De twee bedrijven distribueren geen drinkwater, maar leveren gedeeltelijk gezuiverd water aan drinkwaterbedrijven en industrie.

## Statistische gegevens
In de onderstaande tabel staan cijfers algemene informatie over de tien drinkwaterbedrijven van Nederland in 2020.
| Naam             | Oppervlakte (km²) | Inwoners (× 1000) | Aansluitingen (× 1000) | Productie (× miljoen m³) | Omzet (× € miljoen) | Werknemers (fte) |
| ---------------- | ----------------- | ----------------- | ---------------------- | ------------------------ | ------------------- | ---------------- |
| Groningen        | 2403              | 600               | 294                    | 46                       | 48                  | 218              |
| Drenthe          | 2468              | 438               | 206                    | 36                       | 33                  | 186              |
| Vitens           | 15.147            | 5807              | 2668                   | 382                      | 357                 | 1282             |
| PWN              | 2465              | 1749              | 824                    | 96                       | 178                 | 550              |
| Waternet         | 350               | 1058              | 528                    | 93                       | 96                  | 495              |
| Dunea            | 606               | 1342              | 644                    | 82                       | 131                 | 482              |
| Oasen            | 1115              | 790               | 362                    | 44                       | 73                  | 249              |
| Evides           | 3500              | 2056              | 1104                   | 174                      | 213                 | 569              |
| Brabant          | 5016              | 2563              | 1246                   | 200                      | 171                 | 669              |
| Limburg          | 2209              | 1116              | 554                    | 72                       | 93                  | 395              |
| Totaal Nederland | 35.279            | 17.519            | 8429                   | 1225                     | 1396                | 5097             |

In 2020 bedroeg de gezamenlijke drinkwaterproductie 1225 miljoen m³ per jaar (2010: 1136), dit werd voor 70% geproduceerd uit grondwater en voor 30% uit oppervlaktewater. Het water werd voor 70% aan huishoudens geleverd en voor 30% aan bedrijven.

## Belastingen
In 2017 is besloten de precariobelasting voor drinkwaterleidingen per 1 januari 2022 af te schaffen. In 1995 werd de grondwaterbelasting ingevoerd, maar deze is met ingang van 1 januari 2012 afgeschaft. Aanvankelijk was het plan om ook de Belasting op Leidingwater (BoL), welke in 2000 werd ingevoerd, per januari 2013 af te schaffen. Deze plannen zijn inmiddels gewijzigd. De BoL is een milieubelasting waarmee de overheid wil bereiken dat huishoudens en bedrijven zuiniger omgaan met water. De BoL wordt geheven over de eerste 300 m³ afgenomen leidingwater.
In totaal maakten de belastingen in 2010 zo'n 24% uit van de drinkwaterprijs in Nederland en in 2020 was dit gestegen naar 27% (dit is in totaal 54 cent per m³). De drinkwaterbedrijven betalen overigens geen vennootschapsbelasting over hun kerntaak.